# Laurent Bordelon
Laurent Bordelon (* 1653 in Bourges; † 6. April 1730 in Paris) war ein französischer Gelehrter und Schriftsteller.

## Leben und Werk
Laurent Bordelon (auch: Abbé Bordelon) wurde von dem zeitweilig in Bourges wirkenden Generaleinnehmer de Lubert zum Erzieher seines Sohnes, Louis de Lubert (1676–1740, Vater der Femme de lettres Marguerite de Lubert, 1702–1785), gemacht. Hochgebildet und voraufklärerisch fühlte er sich als Schüler von Fontenelle. Montaigne, Gerolamo Cardano und Balthasar Bekker bewunderte er. Bordelon schrieb über die verschiedensten Themen eine große Zahl von Büchern, gab sich aber nicht die Mühe eines Meisterwerks. Mindestens fünf seiner Werke wurden ins Deutsche übersetzt. Er starb im Alter von 76 Jahren in Paris im Hause seines Schülers.

## Werke (Auswahl)
- Théâtre philosophique sur lequel on représente par des dialogues dans les Champs Élisées les philosophes anciens & modernes, et où l'on rapporte ensuite leurs opinions, leurs reparties, leurs sentences, & les plus remarquables actions de leur vie. Paris 1692.
  - (deutsch) Des Herrn Bordelons philosophischer Schauplatz. Aus dem Französischen übersetzt Nebst einer Vorrede von Johann Friedrich Mayen. Jacobi, Leipzig 1758.
- Molière, comédien aux Champs-Élysées. Lyon 1694. Slatkine, Genf 1979. (Vorwort von René Godenne)
- La Belle Éducation. Paris und Lyon 1694.
  - (deutsch) Die schöne Kinderzucht. Aus dem Französischen des Herrn Laurent Bordelons übersetzt und mit einigen Anmerkungen begleitet von Johann Christian Schuberth. Nebst einem Empfehlungsschreiben an alle rechtschaffene Eltern von Johann Friedrich Mayen. Carl Ludwig Jacobi, Leipzig 1758.
- La Langue. Paris 1705.
  - (deutsch) Die Sprache. Lange, Berlin 1789.
- L’histoire des imaginations extravagantes de monsieur Oufle, causées par la lecture des livres qui traitent de la magie, du grimoire, des démoniaques, sorciers, loups-garoux, incubes, succubes & du Sabbat, des fées, ogres, esprits folets, genies, phantômes & autres revenans, des songes, de la pierre philosophale, de l’astrologie judiciaire, des horoscopes, talismans, jours heureux & malheureux, eclypses, cometes & almanachs, enfin de toutes sortes d’apparitions, de divinations, de sortileges, d’enchantemens, & d’autres superstitutieuses pratiques Paris 1710.
  - (deutsch) Historie, Oder: Wunderliche Erzehlung Der seltsamen Einbildungen, Welche Monsieur Oufle Auß Lesung solcher Bücher bekommen, die von der Zauberey, Beschwörungen, Besessenen, Zauberern, Wöhr-Wölffen, Incubis, Succubis, Sabbath der Hexen, weisen Frauen, wilden Männdern, Polter-Geistern, Gespenstern, nach dem Tod wieder erscheinenden Seelen; Wie auch von Träumen ... und andern Aberglaubischen Dingen handeln. Durchgehend mit vielen curieusen Noten versehen, worinn alle Stellen in den Büchern, welche solche seltsame Einbildungen verursacht haben, oder wieder dieselbe dienen können, getreulich angezeiget, und in zwey Theilen abgehandelt sind. Auß dem Französischen übersetzet. Danzig 1712.
- Gomgam, ou L’Homme prodigieux, transporté dans l’air, sur la terre, et sous les eaux. Livre veritablement nouveau. Prault, Paris 1713.
- Les Tours de maître Gonin. Paris 1713.
  - (deutsch) Der Frantzösische Eulenspiegel. Marche, Leipzig 1739.